# Coldwaltham
Coldwaltham – wieś w Anglii, w hrabstwie West Sussex, w dystrykcie Horsham. Leży 21 km na północny wschód od miasta Chichester i 70 km na południowy zachód od Londynu. W 2001 miejscowość liczyła 845 mieszkańców.